# Isotomedia triseta
Isotomedia triseta är en urinsektsart som beskrevs av John Tenison Salmon 1944. Isotomedia triseta ingår i släktet Isotomedia och familjen Isotomidae. Inga underarter finns listade i Catalogue of Life.